# Harden-Murrumburrah
Harden-Murrumburrah est une ville australienne formée des localités jumelles de Harden et Murruburrah, située dans la zone d'administration locale des Hilltops en Nouvelle-Galles du Sud.

## Géographie
Elle est située dans les South West Slopes, dans le sud de la Nouvelle-Galles du Sud, entre Canberra et la Riverina, à 275 km au sud-ouest de Sydney.
Elle comprend également les villages de Galong, Kingsvale et Wallendbeen.

## Histoire
Habitée à l'origine par les Wiradjuri, la région de Harden est visitée en 1824 par l'expédition dirigée par Hamilton Hume et William Hovell. Peu après, une exploitation d'élevage est créée sous le nom de Murrumburrah (du mot aborigène Murrimboola, signifiant « deux trous d'eau ») cependant que de l'or est découvert dans les années 1850.
En 1975, Harden-Murrumburrah devient le chef-lieu du comté de Harden qui est supprimé en 2016 et réuni à la zone d'administration locale des Hilltops.

## Démographie
La population s'élevait à 1 925 habitants en 2011 et à 1 964 habitants en 2016.